# Aalupi
Aalupi (ili Alopi, Paabo, Alapea, Paabu) je jezero u jugoistočnoj Estoniji. Pripada okrugu Põlva. Ovalnog je oblika i ima površinu od 7 hektara. U jezeru ima grgeča, štuka, bodorki, crvenperki i šarana.